# Siechnice
Siechnice (udtale: [ɕɛxˈnit͡sɛ], tysk: Tschechnitz, ([ˈt͡ʃɛçnɪt͡s]) er en by  i  den østlige del af  Voivodskabet Nedre Schlesien i det sydvestlige Polen.  Byen  har 9.957(2021) indbyggere og et areal på 15,63 km².  Den er en del af   powiatet (amt) Wrocław. Siechnice ligger cirka 13 km sydøst for den regionale hovedstad Wrocław. Czechnica-kraftværket, en del af Wrocławs strømforsyningssystem, ligger i Siechnice.

## Historie
Bosættelsen blev nævnt i 1253 under det latiniserede navn Sechenice. Mellem 1323 og 1810 var landsbyen ejet af Korsriddere med den røde stjerne, hvis symbol er afbildet i byens våbenskjold. Landsbyen blev stærkt ødelagt under Trediveårskrigen og Syvårskrigen. I 1909 fik den en jernbaneforbindelse med Schlesiske hovedstæder Wrocław/Breslau og Oppeln. Under nazi-æraen blev bebyggelsen omdøbt fra Tschechnitz til Kraftborn, for at fjerne spor af dens polske oprindelse. 
Kort efter krigen blev det omdøbt til Czechnica, navnet på dets kraftværk har den dag i dag, og senere til Siechnice.
Siechnice blev tildelt byrettigheder den 1. januar 1997.

## Galleri
- Czechnica kraftværk
- Arbejderboliger ved Czechnica kraftværk
- Kirken af Marias ubesmittede hjerte